# Reidun Tatham
Reidun Tatham   (Calgary, 20 de març de 1978) és una nedadora canadenca de natació sincronitzada medallista de bronze olímpica el 2000 en el concurs per equips.

## Carrera esportiva
Als Jocs Olímpics de 2000 celebrats a Sydney (Austràlia) va guanyar la medalla de bronze en el concurs per equips, amb una puntuació de 97 punts, després de Rússia (or amb 99 punts) i Japó (plata amb 98 punts), sent les seves companyes d'equip: Lyne Beaumont, Claire Carver-Dias, Erin Chan, Catherine Garceau, Fanny Létourneau, Kristin Normand, Jacinthe Taillon i Jessica Chase.